# 森山周
森山 周（もりやま まこと，1981年8月11日—），前東北樂天金鷲所屬的職業棒球選手（内野手）。出身地為兵庫縣川西市。主要擔任游擊手・二壘手，以三壘手起用也不少。從2008年開始挑戰外野手。2009年在一軍守過一壘・二壘・三壘・游撃・與外野。

## 生平・人物
擁有50公尺跑5秒5的快腳程，是一位走・攻・守三方面都優秀的游撃手。球棒控制方面也有著一定的水準。因為留著長鬢角，擁有「魯邦」的綽號。
在2005年的大學・社會人選秀會中以第3順位加入歐力士猛牛。
在2006年時、5月升上一軍後馬上又降格為二軍。但是在克服了提升打擊的課題之後、在7月又被登錄到一軍。9月留下了超過4成的高打擊率，以球季打擊率.356顯露出不是只有腳程快的優點，打擊方面也頗具實力。球季終盤多以先發二壘手出場。另外，在滿球數的10打席中總成績為3安打6四球（上壘率9成），讓人見識到關鍵場面時的判斷力。
2007年時、因為游撃有新人大引啓次、二壘手有一樣是左打的後藤光尊、並不是常駐的一軍成員。另外，自己本身的打撃以13打數無安打告終，只出賽了11場。在二軍有著打擊率.277、10盜壘（隊上最多）的紀錄。從秋訓開始，因為受到在現役時代也多被指派為代跑的外野守備跑壘教練松山秀明的建議：「成為更容易讓監督使用的選手吧」，也為了活用自己的快腿，開始練習外野手的守備。
而在科林斯擔任監督的時期，因為風格上比較不使用快腿，幾乎沒有上場，在二軍創下兩年連續的最高打擊率紀錄.315與12盜壘。從2008年5月下旬開始大石大二郎代理監督一職之後，第一次昇格到一軍。同時隨著6月大引因傷而長期脫離，主要是以代跑上場，也出賽了自己最多的42場比賽。6月11日對橫濱海灣之星一戰，在落後5分的情況下於7局下半以打出適時安打作為反擊的開始。8局下半追平比數後又打出内野安打而上壘。在接下來的坂口智隆的打席時盜上二壘，在坂口打出中外野手前方安打的狀況下一口氣跑回本壘並得分，取得了決勝的一分。因為這場比賽的活躍，生涯中第一次站上了訪問台(成為被訪問選手)。
2009年時出賽34場，守備以一壘，二壘，三壘，游擊，外野等位置奮鬥著，但是打撃方面以11打數無安打結束了球季。
2010年，開幕以二軍出場，六下了二軍聯盟的高打擊率紀錄，於4月13日昇格至一軍。但是，因為Gregory Mark LaRocca受傷，所以要補充三壘手，就以一輝代替登錄，隔天就取消登錄了。之後持續在二軍出賽，最後在二軍聯盟以36場比賽，打擊率.372的好成績，在5月15日再度升格至一軍。剛升上一軍時不太有機會上場，主要是以代跑・或是加強守備力的身分上場。但是在7月28日對日本火腿時，打出了睽違4年的單場3安打，對勝利做出了貢獻，第2次站上了訪問台（前一次站上訪問台是2年前）。以這場比賽為契機，開始以第2棒・右外野手或左外野手為先發出場，確實地展現了打擊技巧。也終於突破了一軍的障壁。本球季共出賽68場，打出43隻安打，打擊率.330。

## 逸事
- 因為腳程快，曾經被立命館大學的美式足球部挖角。本人也為了要繼續打棒球或是選擇對於就職較有利的美式足球而煩惱著。最後還是強烈的因為想進入職棒的想法而繼續打棒球。
- 進入大學後，為了活用自己的腳程而開始改練左打。
- 人品非常好，會親切的為球迷簽名，是一位重視球迷的好青年。
- 與南竜介（千葉羅德海洋隊）是高中三年的同班同學。

## 詳細情報

### 年度別打撃成績
|           |           |     |     |     |    |    |   |   |   |     |    |    |    |    |   |    |   |   |    |   |      |      |      | OPS  |
| --------- | --------- | --- | --- | --- | -- | -- | - | - | - | --- | -- | -- | -- | -- | - | -- | - | - | -- | - | ---- | ---- | ---- | ---- |
| 2006      | 歐力士    | 35  | 55  | 45  | 9  | 16 | 1 | 0 | 0 | 17  | 1  | 2  | 3  | 2  | 0 | 6  | 0 | 2 | 4  | 1 | .356 | .453 | .378 | .831 |
| 2007      | 歐力士    | 11  | 15  | 13  | 1  | 0  | 0 | 0 | 0 | 0   | 0  | 0  | 0  | 2  | 0 | 0  | 0 | 0 | 0  | 0 | .000 | .000 | .000 | .000 |
| 2008      | 歐力士    | 42  | 67  | 58  | 10 | 12 | 1 | 0 | 0 | 13  | 5  | 4  | 3  | 3  | 1 | 5  | 0 | 0 | 12 | 0 | .207 | .266 | .224 | .490 |
| 2009      | 歐力士    | 34  | 12  | 11  | 11 | 0  | 0 | 0 | 0 | 0   | 0  | 3  | 1  | 0  | 0 | 1  | 0 | 0 | 2  | 0 | .000 | .083 | .000 | .083 |
| 2010      | 歐力士    | 68  | 149 | 130 | 26 | 43 | 2 | 0 | 0 | 45  | 9  | 5  | 2  | 10 | 1 | 8  | 0 | 0 | 21 | 2 | .331 | .367 | .346 | .713 |
| 2011      | 歐力士    | 82  | 125 | 113 | 19 | 21 | 1 | 0 | 0 | 22  | 4  | 5  | 2  | 6  | 0 | 6  | 0 | 0 | 19 | 1 | .186 | .227 | .195 | .422 |
| 2012      | 歐力士    | 18  | 27  | 26  | 2  | 4  | 0 | 0 | 0 | 4   | 0  | 1  | 0  | 0  | 0 | 1  | 0 | 0 | 2  | 1 | .154 | .185 | .154 | .339 |
| 通算：7年 | 通算：7年 | 290 | 450 | 396 | 78 | 96 | 5 | 0 | 0 | 101 | 19 | 20 | 11 | 23 | 2 | 27 | 0 | 2 | 60 | 5 | .242 | .293 | .255 | .548 |

- 2012年度球季終了時

### 背號
- 0 （2006年 - ）

### 個人記録
- 初出場：2006年5月20日、對阪神虎第1戰（阪神甲子園球場）、8局上半以清原和博的代跑出場
- 初打席・初安打：2006年5月23日、對廣島東洋鯉魚隊第1戰（廣島市民球場）、7局上半從林昌樹手中打出三壘方向内野安打
- 初先發出場：2006年7月13日、對軟體銀行第11戰（大阪京瓷巨蛋）、以第9棒・游撃手身分先發上場，1打數1安打
- 初盜壘：2006年7月28日、對千葉羅德海洋第11戰（神戸綜合運動公園棒球場）、3局下半盜二壘（投手：渡邊俊介、捕手：里崎智也）
- 初打點：2006年7月29日、對千葉羅德海洋第11戰（大阪京瓷巨蛋）、2局下半適時安打